# Sofia Boutella
Sofia Boutella (àrab: صوفيا بوتلة, Ṣūfiyā Būtalla) (Bab El-Oued, Algèria, 3 d'abril de 1982) és una actriu, ballarina i model algeriana.

## Primers anys
Sofia Boutella va néixer al districte de Bab El-Oued a Algèria. La seva mare és arquitecta i el seu pare músic de jazz. El seu germà, Seif, treballa com a artista d'efectes especials i visuals a la indústria de l'entreteniment.
Va créixer en una família laica que conreava l'expressió artística i la creativitat. Boutella ha descrit la seva infància com a feliç, tot afirmant que va ser «una sort de néixer en una família que li va permetre expressar-se, ser ella mateixa i deixar sortir tota mena de colors que vivien en la seva imaginació i en el seu cor».
Animada per la seva família, Boutella va començar a estudiar dansa clàssica quan tenia cinc anys, poc després d'haver-se traslladat a França a causa de la Guerra Civil d'Algèria, va començar a practicar gimnàstica rítmica i a competir amb la selecció francesa als 18 anys.

## Carrera de ballarina
A París, va descobrir diferents estils de dansa, especialment el hip hop i la dansa urbana que li oferien més llibertat en comparació amb els estils més disciplinats, com el ballet clàssic i la gimnàstica. Es va unir a un grup anomenat Vagabond Crew, que va guanyar la Battle of the year el 2006.
L'any 2007, va ser escollida per a la campanya «Keep Up» de Nike Women fet que va suposar un gran impuls per a la seva carrera i la va portar a treballar al costat d'estrelles com Madonna, en el Confessions Tour i Rihanna
Boutella havia de formar part dels concerts de Michael Jackson «This Is It», però no va poder finalment a causa de l'ampliació de la gira de Madonna, donat que coincidien les dates. No obstant, sí que va ser el personatge principal del vídeo musical de Hollywood Tonight de Michael Jackson el febrer de 2011.
A partir dels 17 anys, va treballar amb la coreògrafa espanyola Blanca Li i va a començar a ballar en pel·lícules i programes televisius, així com en anuncis publicitaris i en gires de concerts. Va ser la protagonista, interpretant el personatge d'Eva, a la pel·lícula dramàtica StreetDance 2 (2012), i en la seqüela de StreetDance 3D (2010).

## Carrera d'actriu

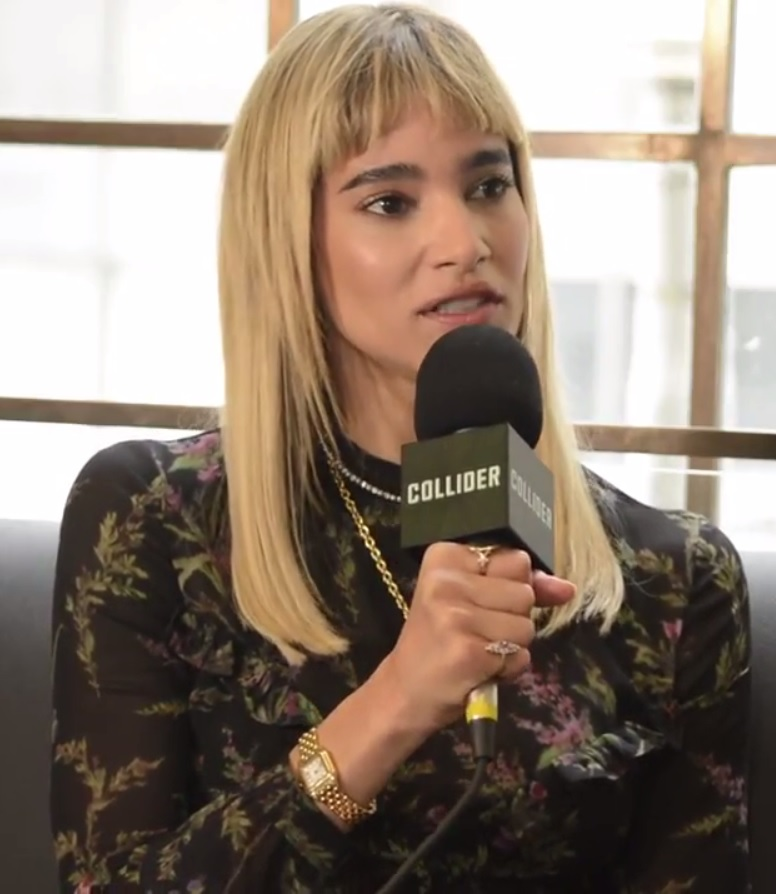
Sofia Boutella 2018

L'any 2014, després de dotze anys com a ballarina, Boutella va decidir focalitzar-se com a actriu. Inicialment, va evitar deliberadament fer audicions per als papers principals, perquè volia interpretar personatges secundaris per aprendre d'actors més experimentats. El 2015, va aparèixer a la seva primera gran pel·lícula, Kingsman: The Secret Service, que va donar un impuls a la seva carrera com a actriu. Un any més tard, va aparèixer com la guerrera alienígena Jaylah a Star Trek Beyond, estrenada el 22 de juliol de 2016.
El 2017, va interpretar una agent secret francesa a la pel·lícula de David Leitch Atomic Blonde, que també comptava amb Charlize Theron, James McAvoy, John Goodman i Toby Jones. El mateix any, va interpretar el personatge principal a The Mummy, juntament amb Tom Cruise, Russell Crowe i Annabelle Wallis.
A partir del 2018, es va consagrar com a actriu i va protagonitzar la pel·lícula de terror psicològic Climax de Gaspar Noé, va treballar al costat de Michael B. Jordan i Michael Shannon en la pel·lícula dramàtica de HBO Fahrenheit 451, i en el thriller distòpic Hotel Artem va representava el personatge de 'Nice' amb Jodie Foster, Jeff Goldblum i Dave Bautista.
L'octubre de 2019, va protagonitzar l'episodi 5 de la primera temporada d'Amazon Prime Modern Love. El novembre de 2021, Boutella va ser la protagonista de la pel·lícula d'aventures de ciència-ficció Rebel Moon dirigida per Zack Snyder per a Netflix. El 2022, va ser la protagonista femenina a la sèrie britànica SAS: Rogue Heroes interpretant el paper d'Eva Mansour.

## Vida personal
Tot i que ha viscut principalment a França des dels 10 anys, Boutella manté forts vincles amb les seves arrels i identitat algeriana:
| « | Algèria és un país que m'estimo molt, perquè és d'on sóc, d'on és la meva família, és casa meva. Això no m'abandonarà mai. Em considero molt cosmopolita, però deixar un lloc quan ets tan jove, no es fa sense perdre el sentit d'identitat i la pertinença a un lloc. Crec que he estat beneïda amb la capacitat de viatjar, perquè no tinc por d'anar enlloc, però trobo a faltar un sentiment de llar, que originalment era Algèria. Tanmateix em sento algeriana, estic orgullosa de ser algeriana i ho porto amb mi, allà on vagi. | » |

Boutella és la cosina de l'actriu Shirine Boutella.
Des de març de 2014 fins a octubre de 2018, Boutella va mantenir una relació amb l'actor irlandès Robert Sheehan.
Té com a referències artístiques a Fred Astaire, Jean-Michel Basquiat, Daniel Day-Lewis i Bob Fosse com a influències artístiques.

## Vídeos musicals (selecció)
- Cesária Évora – "Nutridinha" (2001)[22]
- Jamiroquai – "Little L" (2001)[22]
- BodyRockers – "I Like the Way (You Move)" (2005)[22]
- Axwell – "Feel the Vibe ('Til the Morning Comes)" (2005)[22]
- Madonna – "Hung Up" (2005)[22]
- Madonna – "Sorry" (2006)[22]
- Chris Brown – "Wall to Wall" (2007)[22]
- Michael Jackson – "Hollywood Tonight" (2011)[23]
- Take That – "Get Ready For It" (2015)[24]
- Thirty Seconds to Mars – "Rescue Me" (2018)[25]
- Madonna – "God Control" (2019)[26]
- Foo Fighters – "Shame Shame" (2020)[27]
- Silas Bassa – "Katia the runaway" (2020)[28]

## Filmografia
| Any  | Títol                                       | Paper            | Notes                                                          | Ref.          |
| ---- | ------------------------------------------- | ---------------- | -------------------------------------------------------------- | ------------- |
| 2002 | Le Défi                                     |                  |                                                                | [ 22 ]        |
| 2004 | Les Cordier, juge et flic                   | Maya             | Episodi: "Temps mort"                                          | [ 29 ]        |
| 2005 | Permis D'Aimer                              | Lila             |                                                                | [ 22 ]        |
| 2006 | Azur et Asmar                               | La Fée des elfes | Veu                                                            | [ 29 ]        |
| 2006 | Megatánc (Megadance)                        |                  |                                                                | [ 30 ] [ 31 ] |
| 2007 | Supermodelo                                 |                  |                                                                |               |
| 2007 | The Confessions Tour: Live from London      |                  | Ballarina                                                      |               |
| 2010 | Dancing with the Stars                      |                  | Episodi: "Macy's Stars of Dance"                               |               |
| 2012 | StreetDance 2                               | Eva              |                                                                | [ 32 ]        |
| 2014 | Monsters: Dark Continent                    | Ara              |                                                                | [ 33 ]        |
| 2015 | Kingsman: The Secret Service                | Gazelle          |                                                                | [ 34 ]        |
| 2016 | Star Trek Beyond                            | Jaylah           |                                                                | [ 35 ] [ 36 ] |
| 2016 | Tiger Raid                                  | Shadha           |                                                                |               |
| 2016 | Jet Trash                                   | Vix              |                                                                |               |
| 2017 | The Mummy                                   | Princess Ahmanet | Nominada – Golden Raspberry Award for Worst Supporting Actress |               |
| 2017 | Atomic Blonde                               | Delphine Lasalle | Nominada – ALOS Award for Best Supporting Actress              |               |
| 2017 | Kingsman: The Golden Circle                 | Gazelle          | Archive footage                                                |               |
| 2018 | Fahrenheit 451                              | Clarisse         | Film televisiu                                                 |               |
| 2018 | Climax                                      | Selva            |                                                                |               |
| 2018 | Hotel Artemis                               | Nice             |                                                                |               |
| 2019 | Love, Antosha                               | Herself          | Documentari                                                    | [ 37 ]        |
| 2019 | Modern Love                                 | Yasmine          | Sèrie televisiva; 2 episodis                                   |               |
| 2021 | Prisoners of the Ghostland                  | Bernice          |                                                                |               |
| 2021 | Settlers                                    | Ilsa             |                                                                |               |
| 2022 | Guillermo del Toro's Cabinet of Curiosities | Dr. Zahra        | Sèrie televisiva; 1 episodi                                    |               |
| 2022 | SAS: Rogue Heroes                           | Eve              | Minisèrie                                                      | [ 38 ]        |
| 2023 | Rebel Moon                                  | Kora             |                                                                | [ 39 ]        |
| 2024 | Argylle                                     |                  | Post-producció                                                 |               |
| 2024 | Rebel Moon – Part Two: The Scargiver        | Kora             | Post-producció                                                 |               |
| TBA  | The Killer's Game                           | Maize            | En rodatge                                                     | [ 40 ]        |